# Роберто Мартінес Ріподас
Роберто Мартінес Ріподас або Тіко (ісп. Roberto Martínez Rípodas, нар. 15 вересня 1976, Памплона) — іспанський футболіст, що грав на позиції півзахисника.
Виступав, зокрема, за клуб «Атлетік Більбао», а також національну збірну Іспанії.

## Клубна кар'єра
Народився 15 вересня 1976 року в місті Памплона. Вихованець футбольної школи клубу «Осасуна».
У дорослому футболі дебютував 1995 року виступами за команду клубу «Осасуна Б», в якій провів два сезони, взявши участь у 58 матчах чемпіонату. Протягом 1996—1999 років захищав кольори команди клубу «Осасуна».
Своєю грою за останню команду привернув увагу представників тренерського штабу клубу «Атлетік Більбао». Тренери «атлетів» зманили перспективного сторонського баска, через що знову загострився конфлікт між Більбао та Осасуною. Врешті-решт, памплонці відпустили свого найперспективнішого, тоді, юного дриблера. І Тіко приєднався, в 1999 році, до стану «левів святого Мамаса».
Він відіграв за клуб з Більбао наступні дев'ять сезонів . Більшість часу, проведеного у складі «Атлетика», був основним гравцем команди. Вирізнявся як розпасовщик (володів точним пасом на середню та довгу дистанцію), як умілий диригент атак. Крім того він мав поставлений, потужний удар, внаслідок чого забивав чимало ефектних голів із штрафних та дальніх дистанцій.
В 2008 році емоційний Тіко не знайшов спільної мови з тренерським колективом в клубі, довелося йому терміново, майже перед початком сезону, шукати нову команду. Нею виявився інший баскський клуб, щоправда зовсім не титулований, «Ейбар», в якому він став лідером команди. Але через важку травму Тіко там і судилося завершити футбольну кар'єру, провівши загалом 309 матчів і забивши 35 голів.

## Виступи за збірні
2002 року провів свою єдину офіційну гру у складі національної збірної Іспанії.
Також грав за невизнану ФІФА та УЄФА збірну Країни Басків

## Тренерська кар'єра
Опісля того, як Тіко «повісив бутси на цвяшок», він не зав'язавіз футболм, а пішов здобувати тренерський фах. І вже в 2015 році він повернувся до рідного «Атлетіка» одним із тренерів команди.